# 光和インターナショナル
株式会社光和インターナショナル（こうわインターナショナル）は、主に映画・オリジナルビデオ・テレビドラマ等、映像作品の企画製作を事業とする日本の企業。

## 事業内容
- 映画・オリジナルビデオ・テレビドラマ等の企画製作
- 所属する脚本家のマネージメント
- キャラクターライセンス事業
- アート雑貨等の販売事業

## 映像制作作品
- スペースコブラ（1982年、フジテレビ系連続アニメ、企画協力）
- バカヤロー! 私、怒ってます（1988年）
  - バカヤロー!2 幸せになりたい。（1989年）
  - バカヤロー!3 へんな奴ら（1990年）
  - バカヤロー!4 YOU! お前のことだよ（1991年）
  - バカヤロー!（1999年、日本テレビ系SPドラマ）
  - バカヤロー!2（2000年、日本テレビ系SPドラマ）
- キッチン（1989年）
- 愛と平成の色男（1989年）
- 静かなるドンシリーズ（1991年〜1999年）
  - 新・静かなるドンシリーズ（1997年）
  - 静かなるドン（1994年〜1995年、日本テレビ系連続ドラマ）
  - 静かなるドン・リターンズ （1995年、日本テレビ系SPドラマ）
  - 静かなるドン・フォーエバー（1996年、日本テレビ系SPドラマ）
  - 静かなるドン THE MOVIE（1999年）
- 夜逃げ屋本舗（1991年）
  - 夜逃げ屋本舗2（1993年）
  - 夜逃げ屋本舗（1999年、日本テレビ系連続ドラマ）
  - 夜逃げ屋本舗 -月を射よ!-（1999年、日本テレビ系SPドラマ）
  - 新・夜逃げ屋本舗（2003年、日本テレビ系連続ドラマ）
- 未来の想い出 Last Christmas（1992年）
- 免許がない!（1993年）
- 大夜逃（1994年）
- (ハル)（1995年）
- OL忠臣蔵（1997年）
- お墓がない!（1997年）
- 39 刑法第三十九条（1999年）
- 泥棒家族（2000年、日本テレビ系SPドラマ）
  - 泥棒家族2（2001年、日本テレビ系水曜ドラマ）
- 木曜組曲（2001年）
- ぷりてぃ・ウーマン（2002年）
- 昭和歌謡大全集（2002年）
- 一番大切な人は誰ですか?（2004年、日本テレビ系連続ドラマ）
- いらっしゃいませ、患者さま。（2004年）
- 欲望（2004年）
- 寝ずの番（2006年）
- 花田少年史 幽霊と秘密のトンネル（2006年）
- 地味にスゴイ! 校閲ガール・河野悦子（2016年、日本テレビ系連続ドラマ）
- 偽装不倫（2019年、日本テレビ系連続ドラマ）
- 大江戸もののけ物語（2020年、NHK BSプレミアム 特集ドラマシリーズ）
- ハピネス（2024年）
- ゴールドサンセット（2025年、WOWOW）

## 所属脚本家
- 大森寿美男
- 川﨑いづみ